# Fuente de Neptuno (La Habana)
La Fuente de Neptuno, es un monumento de estilo neoclásico, situada en la Avenida del Puerto en La Habana Vieja.

## Historia
En 1836 el Capitán General de la isla de Cuba, que todavía en esos momentos era colonia española, Miguel Tacón, mandó a construir la fuente la cual se importó desde Italia. su objetivo aparte del ornamental era fundamentalmente abastecer de agua potable a tres barcos al mismo tiempo por lo que se le colocaron grandes argollas de hierro para los amarres.
Construida con fondos públicos comenzó a construirse en  el 1836 y fue objeto de reaparaciones por más de 10 años. Después de perder su función proveedora es trasladada en 1871 a la antigua Alameda de Isabel II, hoy Paseo del Prado, entre las calles zulueta y Neptuno. Luego de varios traslados se ubicó en el Parque de La Punta hasta 1912 cuando fue sustituida por otra estatua del intelectual cubano José de la Luz y Caballero, haciendo que fuera almacenada en el Depósito municipal. Posteriormente fue reclamada por el museo Nacional para sus galerías y luego la Secretaría de Obras Públicas la colocó en un parque en El Vedado, hasta que por labores de la Oficina del Historiador de La Habana, fue trasladada a su posición original.